# 刺藜
刺藜（学名：Chenopodium aristatum）为藜科藜属下的一个种。

## 扩展阅读
維基物種上的相關：刺藜